# Kampen om Byggeren
Kampen om Byggeren er en dansk dokumentarfilm fra 1980.

## Handling
Film om kampen for bevarelse af en byggelegeplads på Nørrebro i København.